# Deslizamiento de tierra en Enga de 2024
El 24 de mayo de 2024, ocurrió un deslizamiento de tierra en el área rural de la provincia de Enga, al norte de Papúa Nueva Guinea, sepultando aldeas muy remotas. Para el 7 de junio se habían recuperado los cuerpos de doce personas, mientras que el comisionado de la ONU Serhan Aktoprak, declaró que se calcula que hay más de 150 casas enterradas y 670 personas han fallecido.

## Contexto
Papúa Nueva Guinea experimenta regularmente deslizamientos de tierra fatales como resultado de su terreno montañoso, el tiempo, el clima, la pobreza, las malas prácticas de uso de la tierra y la mala gestión gubernamental. En 2024, el país sufrió intensas lluvias e inundaciones, y en abril, 14 personas murieron en un deslizamiento de tierra, mientras que 21 murieron en otro deslizamiento de tierra un mes antes.

### Causa
El 18 de mayo, se produjo un terremoto de Mw 4,5 a 105 km al oeste de donde ocurrió el deslizamiento de tierra. Golpeó 126,2 km debajo de la superficie y se ha sugerido como una posible causa del deslizamiento de tierra. Sin embargo, la Cruz Roja ha declarado que no había indicios de que el terremoto causara el deslizamiento de tierra, sino que lo atribuyó a la extracción de oro o a las fuertes lluvias.
El primer ministro de Papúa Nueva Guinea, James Marape, culpó del desastre al cambio climático.

## Impacto
El deslizamiento de tierra se produjo aproximadamente a las 03:00 PGT del 24 de mayo de 2024 (17:00 UTC del 23 de mayo), después de que se desalojara una gran cantidad de escombros de las laderas de piedra caliza del monte Mungalo. Algunos supervivientes dijeron que escucharon dos fuertes estruendos aproximadamente una o dos horas antes del desastre, lo que les alertó de un posible peligro y les permitió escapar. El deslizamiento de tierra destruyó seis aldeas en Maip Muritaka Rural LLG. Sólo en la aldea de Kaokalam, decenas de casas fueron destruidas y al menos 150 personas murieron. Bloqueó una carretera cerca de la mina de oro Porgera y destruyó 150 metros de la carretera principal que conducía a Kaokalam, lo que generó preocupaciones sobre el suministro de combustible y bienes. La dirección de la mina dijo que sus operaciones regulares no se vieron afectadas y que el combustible en el sitio era suficiente para sustentar la instalación durante 40 días. Un equipo de construcción de carreteras que trabajaba en la carretera también quedó sepultado por el deslizamiento de tierra.
Aproximadamente 2.000 personas fueron enterradas y dadas por muertas en la aldea de Tulipana. También fue bloqueada la autopista Highlands que conecta la zona con Port Moresby, la capital. Los jardines que proporcionaban alimento a la aldea y sus tres corrientes de agua fueron enterrados y destruidos. Un funcionario de la Organización Internacional para las Migraciones estimó que la superficie cubierta por el deslizamiento de tierra equivalía a entre "tres y cuatro campos de fútbol". Estimaciones posteriores sitúan el área cubierta por el deslizamiento de tierra en 600 metros de largo y 90.000 metros cuadrados. Se estima que los escombros tienen entre 6 y 8 metros de profundidad.